# Csüancsou
Csüancsou (egyszerűsített kínai írással: 泉州, pinjin: Quánzhōu) prefektúra szintű város Kínában, Fucsien tartományban. Lakosainak száma 8 782 285 fő (2020).

## Népesség
| 2016 | 6 480 000 |
| 2020 | 8 782 285 |

## Testvérvárosok
- San Diego
- Neustadt an der Weinstraße
- Callao